# Pycnobraconoides mutator
Pycnobraconoides mutator är en stekelart som först beskrevs av Fabricius 1775.  Pycnobraconoides mutator ingår i släktet Pycnobraconoides och familjen bracksteklar. Inga underarter finns listade i Catalogue of Life.